# Parotis suralis
Parotis suralis is een vlinder uit de familie van de grasmotten (Crambidae), uit de onderfamilie van de Spilomelinae. De wetenschappelijke naam van deze soort is voor het eerst voorgesteld als Chloauges suralis door Julius Lederer in een publicatie uit 1863.
De soort komt voor in:
- het Afrotropisch gebied (de Maldiven, de Chagosarchipel)
- het Oriëntaals gebied (China (Hong-Kong)[1], Thailand[1], Indonesië (Ambon)),
- het Australaziatisch gebied (Papoea-Nieuw-Guinea[2], Australië (Queensland, Noordelijk Territorium)[2], Kiribati (Gilberteilanden)),
- het Palearctisch gebied (Japan[3]).